# UeTheater
Das ueTheater („ue“ steht für Überbau) ist ein freies Theaterensemble mit Sitz in Regensburg. Es wurde 2002 gegründet und besteht mittlerweile aus mehreren Abteilungen: Mobiles Schultheater (ueMo), Theater mit Studierenden (ueNi), Theaterpädagogik (uePä) sowie Forum- und Buntes Theater (ueFo, ueBu). Das ueTheater versteht sich als Menschenrechtstheater, ist basisdemokratisch und konsensorientiert organisiert und versucht, gendergerechte Grundsätze umzusetzen. Es ist sowohl Sprech- als auch Musik- und Performancetheater.

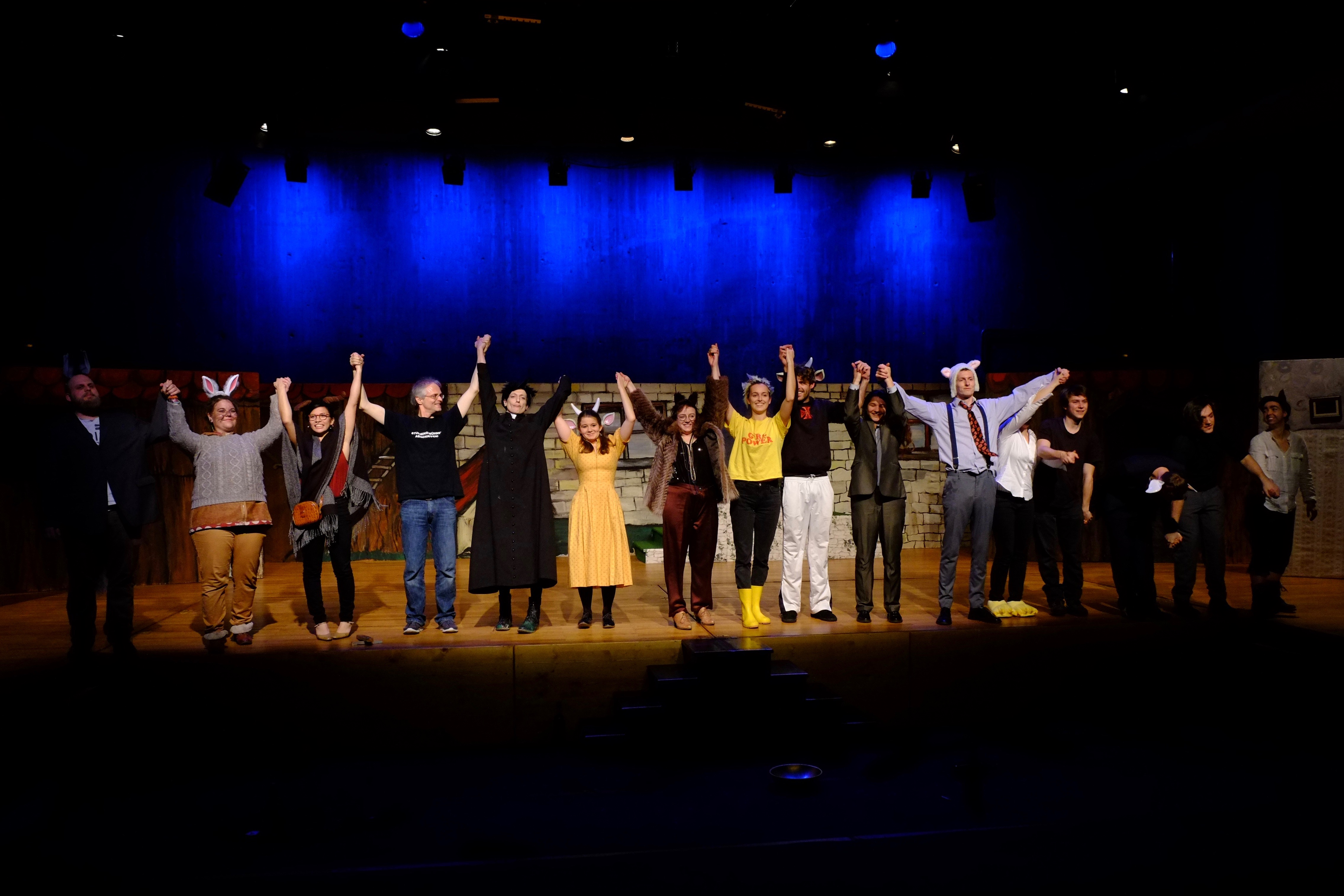
Schlussverbeugung aus der Inszenierung „Animal Farm der Demokratie“

## Geschichte

### ueNi – Theater mit Studierenden
Das ueTheater wurde 2002 als studentisches Theaterensemble an der Universität Regensburg gegründet. Der weitgehend unpolitischen Kulturlandschaft an der Hochschule sollte politisches Theater entgegengesetzt werden. Anfangs wurden aktualisierte Werke bekannter Autoren aufgeführt. So von Heinar Kipphardt „Bruder Eichmann“ sowie von Dario Fo Zufälliger Tod eines Anarchisten. Bald jedoch ging das Ensemble dazu über, überwiegend eigene Stücke zu erarbeiten. 2004 entstand als erste Eigenproduktion das Endzeitdrama „großer bruder 2010“. Damit reagierte die Gruppe auf die von Gerhard Schröder ausgerufene Agenda 2010.
ueNi inszeniert in der Regel ein Stück pro Semester. Thema der Projekte, sowie Handlung, Szenenfolge und Bühnengestaltung werden gemeinsam diskutiert. Castings gibt es nicht. Die Studierenden suchen sich ihre Rollen selbst aus, unabhängig von biologischem Geschlecht, Alter, Sprache oder körperlichen Besonderheiten. Hierarchien werden weitgehend vermieden. Um den Kollektivcharakter des Ensembles auch nach außen hin zu zeigen, gibt es keine Einzelverbeugungen. Der Schlussapplaus wird immer gemeinsam entgegengenommen.

### ueBu – Buntes Theater
Da „großer bruder 2010“ die Hartz-IV-Gesetze zum Inhalt hatte, wurde das Stück 2006 noch einmal mit Betroffenen einstudiert. Das war der Grundstein für die neue Abteilung „ueBu – Buntes Theater“. Darunter versteht das ueTheater Inszenierungen in unterschiedlichen Formaten mit interessierten Laien der Stadtgesellschaft sowie ständig wechselnde Spielorte. Mit ueBu soll Theater in die politischen Auseinandersetzungen eingebracht werden, sei es als Straßentheater oder als abendfüllende Veranstaltung. Einige der Stücke wurden auch bundesweit aufgeführt, beispielsweise das religionskritische Stück „Solo für den Teufel“.

### ueMo – Mobiles Schultheater
2008 wurde im Rahmen des Programms „VIELFALT TUT GUT – Jugend für Vielfalt, Toleranz und Demokratie – gegen Rechtsextremismus, Fremdenfeindlichkeit und Antisemitismus“ des Bundesministeriums für Familie, Senioren, Frauen und Jugend die Erarbeitung des Jugendtheaterstücks „Elly und Ingo“ gefördert. Es war das erste Projekt des ueTheaters speziell für Schulen. Das Stück erlebte inzwischen mehrere hundert Aufführungen.
Weitere Schultheaterprojekte für Jugendliche folgten, insbesondere zu den Themen Mobbing, Sexualität, Drogen, Asyl und Rechtspopulismus. 2019 wurde auch Kindertheaterstück gegen Diskriminierung und Ausgrenzung ins Programm aufgenommen. Die Stücke werden jeweils in Zusammenarbeit mit pädagogischen Fachkräften entwickelt und mit einfachsten Mitteln auf die Bühne gebracht.
Sämtliche organisatorischen und finanztechnischen Regelungen werden von allen Mitwirkenden gemeinsam beschlossen, beispielsweise Gagenhöhe, Aufführungsbedingungen, Fahrtkostenberechnungen usw. Die künstlerische und politische Ausrichtung dagegen wird hauptsächlich vom Gründer, Stückeautor und Regisseur Kurt Raster festgelegt.

### uePä – Theaterpädagogik

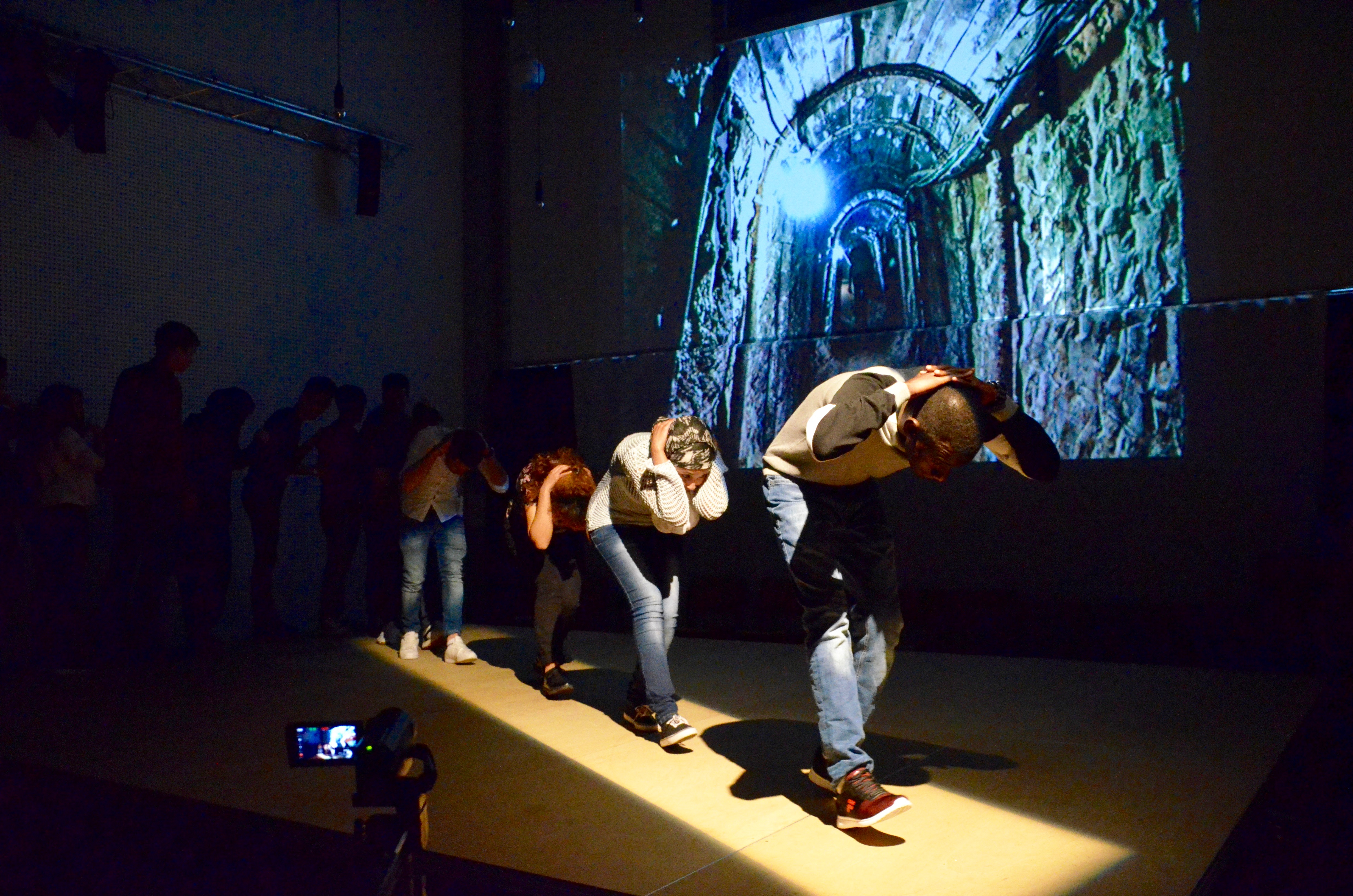
Szenenfoto aus dem theaterpädagogischen Projekt „Meine Freiheit – Deine Freiheit“

2009 wurde das ueTheater zur Gestaltung eines Wochenendworkshops zum Thema „HIV – Wege aus der Diskriminierung“ von der Psychosozialen Aids-Beratungsstelle Oberpfalz engagiert. Dies war der Startschuss für den neuen Bereich „uePä – Theaterpädagogik“.
Gemeinsam mit einer Gruppe, die ein bestimmtes Problem bearbeiten möchte, werden in theaterpädagogisch geleiteten Improvisationen Szenen entwickelt und vor Publikum gespielt. Mittels Forumtheater wird mit den Zuschauern nach einer Lösung gesucht. Zwischen den Szenen erläutern meist per Video eingespielte Infoblöcke wichtige Hintergründe.
Auf diese Weise entstanden Theaterstücke zu den Themenfeldern Mobbing in Jugendgruppen, Selektionsstress im dreigliedrige Schulsystem, Integration jugendlicher Schutzsuchender.

### ueFo – Forumtheater
2011 erarbeitete das ueTheater zusammen mit Studierenden der Universität Regensburg das Stück „hochschuldiktatUR“. Es war das erste abendfüllende Forumtheaterstück der Gruppe. Darin wurden die negativen Auswirkungen der Bologna-Reform auf Studium und Bildungsqualität kritisiert. Aus diesem Projekt entwickelte sich die Abteilung „ueFo – Forumtheater“.
Ähnlich wie bei uePä werden bei ueFo zu einem bestimmten Themenbereich Szenen entwickelt. Diese werden mit Hintergrundinformationen versehen zu einem Theaterstück zusammengestellt. Aber nicht Betroffene selbst führen das Stück auf, sondern semiprofessionellen Darsteller.
ueFo soll vor allem politisch und sozial engagierte Gruppen in ihrer Öffentlichkeitsarbeit unterstützen. Bearbeitete Themen bisher: Asyl, Armut, Miete, Pflege, AnkER-Zentren.

## Gesellschaftliches Engagement
Seit Gründung des ueTheaters verbindet die Gruppe Kunst mit gesellschaftlichem Engagement. Es geht Bündnisse mit anderen sozialen Initiativen ein, z. B. mit dem Bündnis „Kein Platz für Nazis“ oder „Solidarische Stadt Regensburg“ und startet eigene Projekte.

### Relatives Preissystem
Tritt das ueTheater als Veranstalter auf, wird eine Eintrittskarte nicht zu einem festen Preis ausgegeben, sondern relativ zum jeweiligen Einkommen. Ausgangspunkt ist das Durchschnittseinkommen nach europäischen Äquivalenzkriterien. Dafür wird ein Grundpreis festgelegt, der prozentual auf alle Einkommensschichten umgelegt wird. Armut kann nach Ansicht des Ensembles nur durch Umverteilung bekämpfen werden und nicht durch Almosen in Form ermäßigter Eintrittspreise. Außerdem soll gezeigt werden, 5 Euro für Hartz-IV-Empfangende sind relativ gesehen eine ebenso hohe Summe, wie 500 Euro für Begüterte.

### Erinnerung an Elly Maldaque
Elly Maldaque gilt in Regensburg als erstes Opfer der heraufziehenden, nationalsozialistischen Gewaltherrschaft. An ihrem Schicksal sind exemplarisch die Gründe für das Scheitern der Weimarer Republik abzulesen.

#### Elly Maldaque Theater an der Uni
2007 machte das ueTheater den Vorschlag, eine Spielstätte an der Universität Regensburg nach ihr zu benennen. Da das Studentenwerk Ndb/Opf als Betreiber die Zuständigkeit bestritt, die Universität als Eigentümer jedoch das Studentenwerk als verantwortliche Stelle bezeichnete, benannte das ueTheater in einer Kunstaktion die Spielstätte nach der Lehrerin. Das Studentenwerk erkennt den neuen Namen nicht an und versucht durch Satzungsbestimmungen und auf dem Klageweg, diesen zu unterbinden.

#### Elly Maldaque Schule
Für eine Schule in Regensburg, die nach dem Nationalsozialisten Hans Herrmann benannt war, der nach dem Krieg für die CSU Oberbürgermeister von Regensburg wurde, schlug das ueTheater Elly Maldaque als Namensgeberin vor. Nachdem auch vom Kultusministerium eine Umbenennung verlangt wurde, führte die Schule eine Online-Umfrage durch. Der Name „Elly Maldaque Schule“ erhielt mit großem Abstand die meisten Stimmen. Das Lehrerkollegium der Schule entschied sich trotzdem für einen anderen Namen.

#### Projekt Elly Maldaque Straße

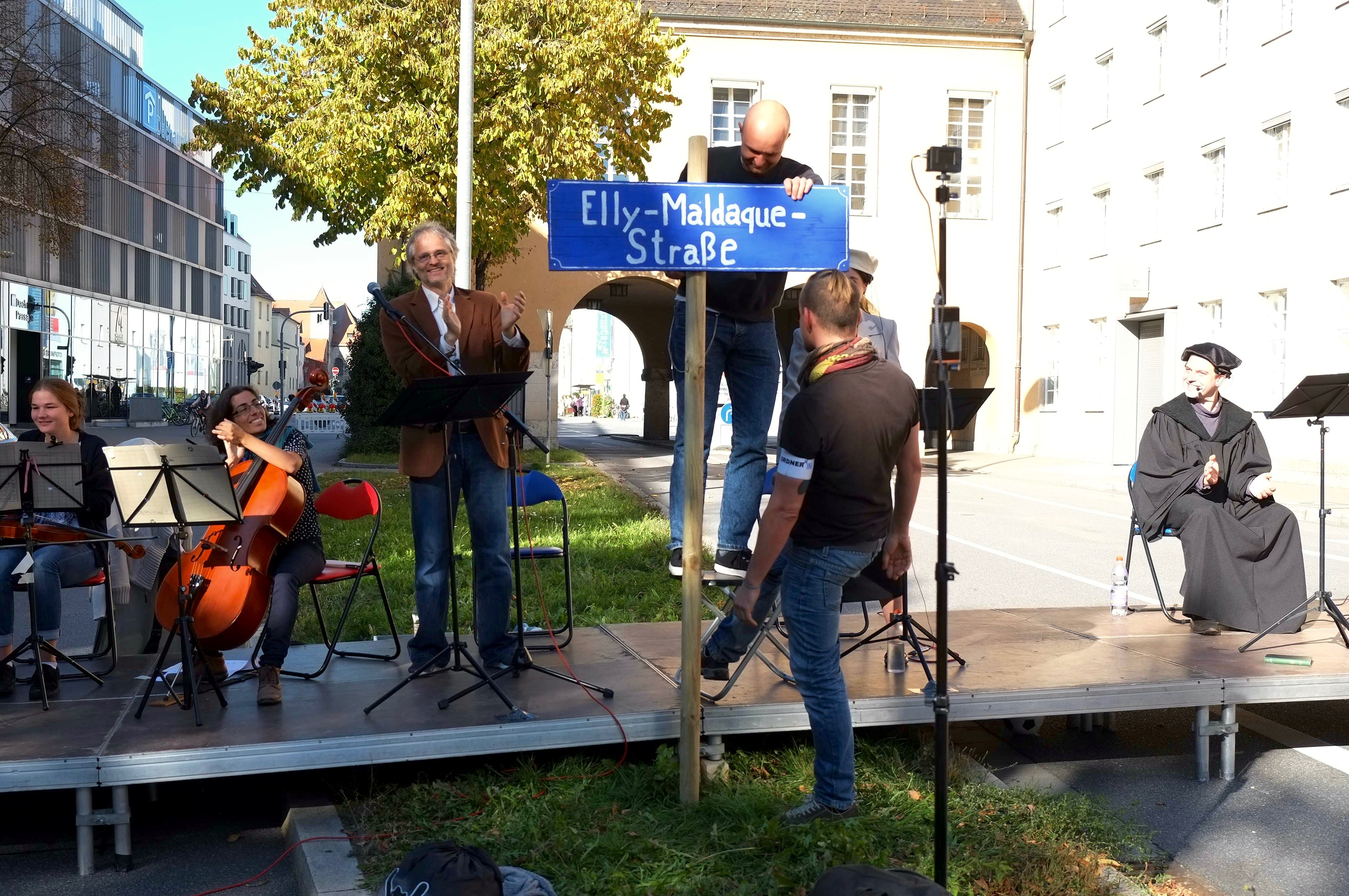
Umbenennung der D.-Martin-Luther-Str. in Elly-Maldaque-Str. während einer Kundgebung

Im Lutherjahr 2017 forderte das ueTheater zusammen mit dem Bund für Geistesfreiheit Regensburg die Umbenennung der zentralen D.-Martin-Luther-Straße in Elly-Maldaque-Straße. Im Theaterstück „Liebe statt Hass“ wurden Luthers hetzerische Aussagen gegen Bauern, Frauen, Behinderte und vor allem Juden Schriften von Elly Maldaque gegenübergestellt. Das Stück wurde im Rahmen einer Kundgebung vor dem Regensburger Rathaus aufgeführt. Der Stadtrat lehnte den vom ueTheater eingereichten Antrag auf Umbenennung der Straße einstimmig ab.

### Keine Beteiligung an „KulTür“
„KulTür“ ist der Name der Regensburger Kultur-Tafel. Das ueTheater beteiligt sich nicht an KulTür und kritisiert das Konzept öffentlich. Kulturtafeln würden Armut nicht beheben, sondern nur verwalten. Außerdem seien verschiedene Organisationen Partner von KulTür, die maßgeblich Armut beförderten, wie beispielsweise das Jobcenter. Das ueTheater setzt stattdessen auf sein Konzept „Relatives Preissystem“, wobei jeder Gast entsprechend seinem Monatseinkommen zahlt.

### Protest gegen Asylpolitik
2016 war das ueTheater Preisträger im Wettbewerb Aktiv für Demokratie und Toleranz des Bundesinnenministeriums. Aus Protest gegen die deutsche Asylpolitik, insbesondere gegen die Abschiebepolitik des damaligen Innenministers Thomas de Maizière, blieb das Ensemble der Preisverleihung, die in Regensburg stattfand, fern. In einer Pressemitteilung schrieb die Gruppe:
„Das ueTheater will sich nicht an einer Veranstaltung des Bundesinnenministeriums beteiligen, die den Anschein erwecken soll, alles sei gut, denn nichts ist gut in der Asylfrage.“ Das Preisgeld von 3000 Euro wurde laut Aussage der Gruppe komplett an Organisationen gespendet, die sich für Asylsuchende einsetzen.

### Unterstützung sozialpolitischer Initiativen
Mit Straßentheater, Sketchen oder Musikstücken unterstützt das ueTheater seit seiner Gründung immer wieder die politische Aufklärungsarbeit örtlicher, sozial und politisch engagierter Gruppen.
| - 2006 Ackermann-Skätsch zum 1. Mai – Deutscher Gewerkschaftsbund - 2006 Kleiner Ball und großer Ball – Freundschaftsgesellschaft BRD-Kuba e.V - 2006 Am Höllentor – Bund für Geistesfreiheit Bayern - 2006 Tag des Flüchtlings – Bürger*innen-Initiative Asyl - 2006 Brecht abgewickelt – Deutsche Kommunistische Partei - 2007 G8 Gipfelquiz – attac / Greenpeace - 2014 TTIP-Sketche – attac - 2017 Wohnungen statt neuer Hotels und Airbnb – Recht auf Stadt Regensburg - 2017 Liebe statt Hass – Bund für Geistesfreiheit Bayern - 2018 Das Recht auf Faulheit – Sozialrevolutionäre Aktion / Transition Town - 2018 Immohaie enteignen statt Mieter*innen! – Recht auf Stadt Regensburg |

## Stücke
Sofern nicht anders angegeben, liegt die Autorenschaft jeweils beim ueTheater.
| - 2002 Bruder Eichmann – Heinar Kipphardt - 2003 Zufälliger Tod eines Anarchisten – Dario Fo - 2004 großer bruder 2010 (I) - 2005 Die Grantlhubers und der Sinn des Lebens - 2006 Maß für Maß – William Shakespeare - 2006 großer bruder 2010 (II) - 2006 Elly Maldaque, denn du bist nicht Deutschland - 2007 Solo für den Teufel (I) - 2008 Die kleine Macht - 2008 Elly und Ingo - 2009 Plutos, der Geldgott – Aristophanes - 2010 Hier stinkt’s! - 2010 lieber sterben - 2011 Die Mutter – Bertolt Brecht - 2011 Solo für den Teufel (II) - 2011 hochschuldiktatUR - 2012 hab mich lieb - 2012 Armut in Regensburg - 2013 Anarchie in Bayern – Rainer Werner Fassbinder - 2013 Asyl – Menschen wie Menschen behandeln - 2014 Lehrerin Elly – Josef Wolfgang Steinbeißer - 2014 Was? Nur eine Drei!? - 2014 Wie Bertelsmann die Bildung klaute - 2014 Armut – Alle selbst schuld? - 2015 Friedhof der atmenden Toten – Ilona Haslbauer - 2015 Sauereien in Regensburg: Miete - 2015 Der unpolitische Student - 2015 Sauereien in Regensburg: Pflege - 2015 Enisas Tagebuch - 2016 Schüttelfrost - 2016 SCUM – Manifest der Gesellschaft zur Vernichtung der Männer – Valerie Solanas - 2016 Meine Freiheit – Deine Freiheit - 2016 Der hässliche Deutsche – ziemlich genau nach „Der Geizige“ von Molière - 2016 UtopiA - 2017 Vom Nutzen des Drachen – nach einer Idee von Stanislaw Lem - 2017 Panopticon - 2018 Was uns ärgert! - 2018 One World - 2018 Animal Farm der Demokratie - 2019 Pflegefall Pflege – Kein Menschenrecht auf Würde? - 2019 Plexi aus dem All - 2019 Mitten unter uns (I) - 2019 Mitten unter uns (II) - 2019 Ich bin kein Nazi, aber … - 2020 Nach uns die Sintflut |

## Ehrungen, Preise, Auszeichnungen
| - 2016: Preisträger im Wettbewerb „Aktiv für Demokratie und Toleranz“ des Bundesministerium des Innern für das Forumtheaterstück „Asyl – Menschen wie Menschen behandeln“ - 2018: Auszeichnung „Freier Geist 2018“, verliehen vom Bund für Geistesfreiheit Regensburg - 2019: Ehrung der Europäischen Union im Rahmen des Förderprogramms Erasmus für das Projekt mit Geflüchteten „Meine Freiheit – Deine Freiheit“ |